# Нирківська сільська рада
Ни́рківська сільська́ ра́да — адміністративно-територіальна одиниця та орган місцевого самоврядування в Заліщицькому районі Тернопільської області. Адміністративний центр — село Нирків.

## Загальні відомості
- Територія ради: 35,99 км²
- Населення ради: 1 606 осіб (станом на 2001 рік)
- Територією ради протікає річка Джурин

## Населені пункти
Сільській раді підпорядковані населені пункти:
- с. Нирків
- с. Нагоряни

## Склад ради
Рада складається з 20 депутатів та голови.
- Голова ради: Безушко Іван Петрович
- Секретар ради: Кобилянська Ганна Павлівна

### Керівний склад попередніх скликань
| Прізвище, ім'я, по батькові | Основні відомості                                                                     | Дата обрання | Дата звільнення |
| --------------------------- | ------------------------------------------------------------------------------------- | ------------ | --------------- |
| Безушко Іван Петрович       | Сільський голова, 1967 року народження, освіта вища, член Української Народної Партії | 26.03.2006   | 31.10.2010      |
| Безушко Іван Петрович       | Сільський голова, 1967 року народження, освіта вища, член Української Народної Партії | 31.10.2010   |                 |

Примітка: таблиця складена за даними сайту Верховної Ради України

### Депутати
За результатами місцевих виборів 2010 року депутатами ради стали:

#### За суб'єктами висування
| Суб'єкт висування           | Кількість обраних депутатів | %  |
| --------------------------- | --------------------------- | -- |
| Самовисування               | 19                          | 95 |
| Комуністична партія України | 1                           | 5  |

#### За округами
| № округу                    | Прізвище, ім'я, по батькові   | Дата визнання обраним | Освіта  | Партійна приналежність            | Відомості про обраного депутата              |
| --------------------------- | ----------------------------- | --------------------- | ------- | --------------------------------- | -------------------------------------------- |
| Комуністична партія України |                               |                       |         |                                   |                                              |
| 11                          | Чмола Олександра Петрівна     | 04.11.2010            | вища    | член Комуністичної партії України | тимчасово не працює                          |
| Самовисування               |                               |                       |         |                                   |                                              |
| 1                           | Смоляк Ольга Павлівна         | 04.11.2010            | вища    | позапартійна                      | загальноосвітня школа с. Нирків, вчитель     |
| 2                           | Місько Володимир Михайлович   | 04.11.2010            | середня | позапартійний                     | пенсіонер                                    |
| 3                           | Гронська Ольга Василівна      | 04.11.2010            | середня | позапартійна                      | ДОВ «Ромашка», головний бухгалтер            |
| 4                           | Гибайло Володимир Миколайович | 04.11.2010            | середня | позапартійний                     | тимчасово не працює                          |
| 5                           | Дем'янів Анатолій Васильович  | 04.11.2010            | середня | позапартійний                     | приватний підприємець                        |
| 6                           | Винничук Іван Павлович        | 04.11.2010            | середня | позапартійний                     | сільвиконком с. Нирків, помічник дільничного |
| 7                           | Стахира Богдан Павлович       | 04.11.2010            | вища    | позапартійний                     | тимчасово не працює                          |
| 8                           | Кобилянська Ганна Павлівна    | 04.11.2010            | вища    | позапартійна                      | сільвиконком с. Нирків, секретар             |
| 9                           | Тараско Любов Омелянівна      | 04.11.2010            | середня | позапартійна                      | тимчасово не працює                          |
| 10                          | Семак Марія Іванівна          | 04.11.2010            | середня | позапартійна                      | ДНЗ «Сонечко», завідувачка                   |
| 12                          | Кучерко Оксана Леонідівна     | 04.11.2010            | середня | позапартійна                      | ДНЗ «Сонечко», повар                         |
| 13                          | Мальований Павло Степанович   | 04.11.2010            | середня | позапартійний                     | тимчасово не працює                          |
| 14                          | Прокіпчук Микола Петрович     | 04.11.2010            | середня | позапартійний                     | тимчасово не працює                          |
| 15                          | Куцей Ганна Дмитрівна         | 04.11.2010            | середня | позапартійна                      | виконкомс. Нирків, землевпорядник            |
| 16                          | Николяк Богдан Михайлович     | 04.11.2010            | середня | позапартійний                     | ПСП «Надія», директор                        |
| 17                          | Львівський Петро Михайлович   | 04.11.2010            | середня | позапартійний                     | ТОВ «Агрополіс», механік                     |
| 18                          | Коханок Іван Богданович       | 04.11.2010            | середня | позапартійний                     | тимчасово не працює                          |
| 19                          | Підручняк Іван Михайлович     | 04.11.2010            | вища    | позапартійний                     | загальноосвітня школа с. Нирків, вчитель     |
| 20                          | Різник Петро Миколайович      | 04.11.2010            | середня | позапартійний                     | тимчасово не працює                          |